# Payún
Ne doit pas être confondu avec Payún Matrú.
Le Payún encore appelé Payún Liso est un stratovolcan d'Argentine situé dans le département de Malargüe de la province de Mendoza. Le volcan est compris dans la Réserve provinciale La Payunia.
Il se trouve à 14 kilomètres au sud-sud-ouest du Payún Matrú. Bien moins gigantesque que ce dernier, il est cependant plus élevé que lui, et présente un cône élancé, surmonté d'un cratère de 400 mètres de diamètre et de 90 mètres de profondeur, hébergeant un coussin de glace.